# Phoenix-II-Zwerggalaxie
Die Phoenix-II-Zwerggalaxie, kurz auch Phoenix II, ist eine im Jahr 2015 entdeckte Zwerggalaxie des Typs dSph im Sternbild Phönix in der Lokalen Gruppe und eine der Satellitengalaxien der Milchstraße.

## Eigenschaften
Die Entfernung zur Erde beträgt ca. 330.000 Lichtjahre. Phe I dSph besitzt einen Halblichtradius von {\displaystyle r_{h}=1,09_{-0,16}^{+0,26}} ′, was bei einer Entfernung von etwa 83 kpc einer Größe von ({\displaystyle 26_{-3,9}^{+6,2}}) pc entspricht.

## Weiteres
- Liste der Galaxien der Lokalen Gruppe